# 竹内こまえ
竹内 こまえ（たけうち こまえ、1975年7月23日 - ）は、日本のフリーアナウンサー。本名：竹内 駒英（読み同じ）。有限会社シャベール所属。

## 来歴
東京都三鷹市出身。
日本大学芸術学部放送学科を卒業後、1998年に山陰中央テレビジョン放送に入社。同局には2007年4月30日まで在籍した。
退社後は、一時故郷へ戻って一般企業に勤めていた。
2008年4月、局アナ時代に出演していた『週刊・ヤッホー!』に司会担当で復帰した。2010年4月からは、山陰中央新報文化センター松江教室の講師も務めている。

## 人物
日大在学時には運動競技部のスキー部で活動していた。
映画が好きで、その理由を「非日常な暗い空間で、スクリーンを前に音と物語に包まれるのが心地良い」と述べている。その他の趣味は水泳、スキューバダイビング（PADIオープンウォーター）、飲み食べ歩き。

## 担当番組
脚注の無いデータは、シャベール公式サイト内のプロフィールページからの参考。
- めざましテレビ（フジテレビ） - 中継リポーター
- 週刊・ヤッホー! - MC[7]
- わがまま!気まま!旅気分（BSフジ）
- 新鮮モーニングサラダ[8]
- みみよりランド[9]
- FNNスピーク - キャスター
- 月刊しまね情報局 - MC
- TSKスーパーニュース - キャスター
- NAVINAVIしまね - キャラクターボイス担当

## 執筆
- 駒ちゃんの小窓（『山陰中央新報』連載） - 2007年9月、日本文学館コラムコンテストで審査員特別賞を受賞。2008年1月、文学館コラムコンテストで優秀賞を受賞[1]。